# Sztumska Wieś
Sztumska Wieś (Duits: Stuhmsdorf) is een plaats in het Poolse district  Sztumski, woiwodschap Pommeren. De plaats maakt deel uit van de gemeente Sztum en telt 500 inwoners.

## Verkeer en vervoer
- Station Sztumska Wieś